# 四川省犍为第一中学
四川省犍为第一中学，简称犍为一中，1923年（民国十二年）9月23日经四川省教育厅核准立案，正式建校，初名犍为县立初级中学，校址龙池。位于四川省乐山市犍为县，是犍为本地历史最长的中学。1953年1月，经四川省教育厅批复，定名为“四川省犍为第一中学”，1966年文革，学校更名为“东方红中学”，1972年更名为“犍为县高级中学”，1980年恢复现名，2004年8月与犍为师范学校整合。